# Corey Dillon
Corey James Dillon (* 24. Oktober 1974 in Seattle, Washington) ist ein ehemaliger US-amerikanischer American-Football-Spieler in der National Football League (NFL).
Dillon besuchte die University of Washington und spielte auf der Position des Runningbacks im Collegeteam Huskies der Universität. 1997 wurde er in der zweiten Runde durch die Cincinnati Bengals gedraftet.
Von 1997 bis 2003 spielte Dillon für die Cincinnati Bengals. 1999, 2000 2001 und 2004 wurde er für den Pro Bowl nominiert. Im Jahr 2001 stellte er mit 340 Laufversuchen einen American Football Conference (AFC) Saisonrekord auf.
Ab der Saison 2004 spielte Corey Dillon bei den New England Patriots und trug dort als Runningback die Nummer 28. Am Ende der Saison gewann Dillon mit den Patriots den Super Bowl XXXIX und nahm zum vierten Mal am Pro Bowl teil. 2007 beendete er seine aktive Karriere.